# 姦淫の女 (レンブラント)
『姦淫の女』（かんいんのおんな、蘭: De overspelige vrouw, 英: The Woman Taken in Adultery）は、オランダ黄金時代の巨匠レンブラント・ファン・レインが1644年に制作した絵画である。油彩。主題は『新約聖書』「ヨハネによる福音書」8章で語られているイエスと姦淫の女のエピソードから取られている。イギリスの銀行家ジョン・ジュリアス・アンガースタインが所有した38点の絵画作品の1つで、アンガースタインが1823年に死去したとき、1824年のナショナル・ギャラリーの設立に際して、当時国内で最も素晴らしいと呼ばれたコレクションとともに美術館の基礎とするために購入された。現在はロンドンのナショナル・ギャラリーに所蔵されている。

## 主題
「ヨハネによる福音書」8章によると、あるときイエスがオリーブ山に行き、神殿で人々に教えていると、律法学者たちやパリサイ人たちが女を引っ張って来て、イエスを訴える口実を得ようとして言った。「この女は姦淫の現場で捕まりました。モーセは律法の中で、女が姦淫したら石で打ち殺せと命じていますがどうすべきですか」。最初、イエスは地面に何か文字を描いていたが、やがて「あなたがたの中で罪のない者が、まずこの女に石を投げなさい」と彼らに言った。彼らはこれを聞くと女を残したまま出て行き、ついにイエスだけになった。結局誰も女を罰する者がいなかったので、イエスは女に「わたしもあなたを罰しない。今後はもう罪を犯さないように」と言って帰した。

## 作品

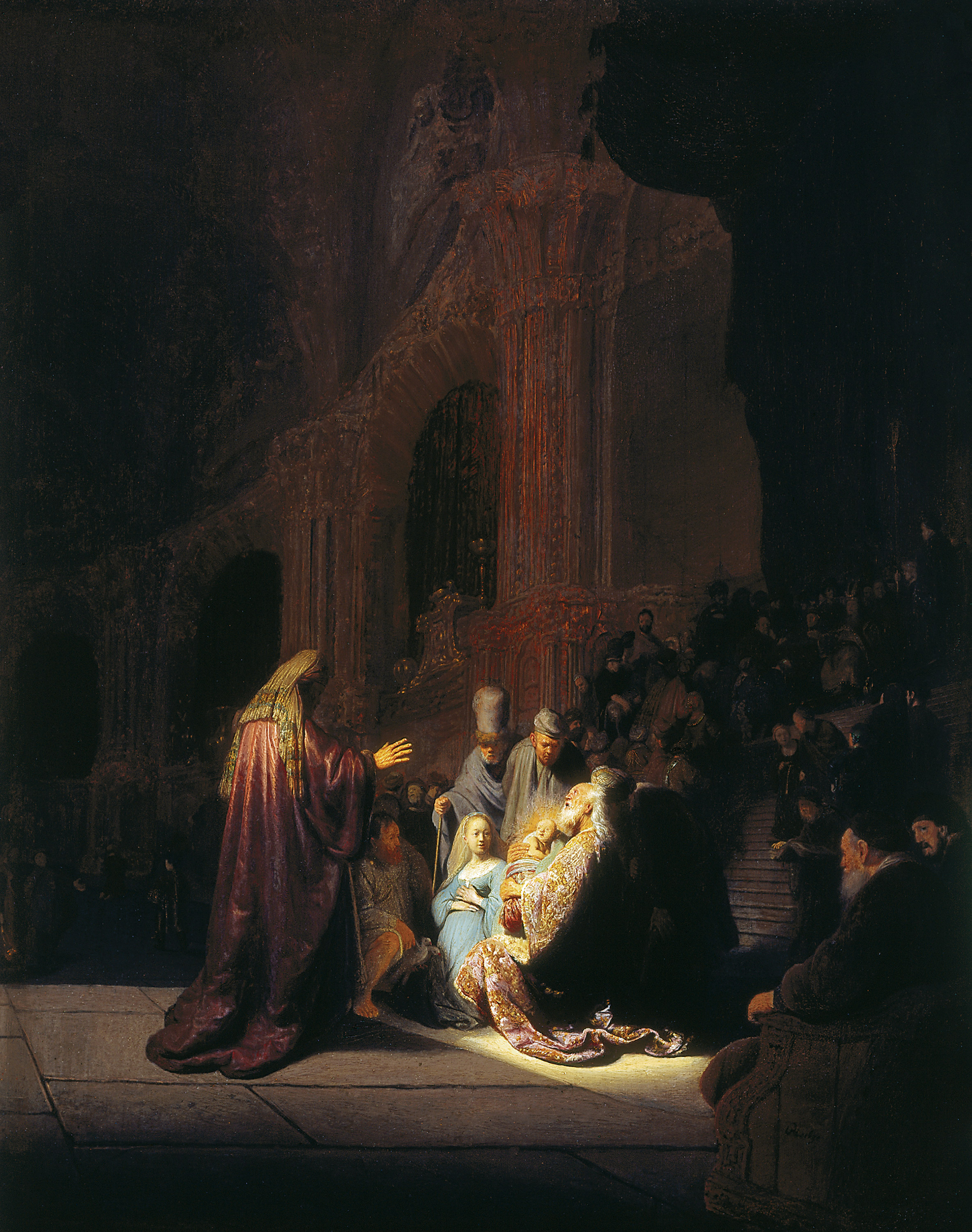
本作品と共通するレンブラントの1631年の作品『キリストの神殿奉献』。建築物の暗い闇の中で中央のに光が当てられている。マウリッツハイス美術館所蔵。

イエスの前で1人の女性がひざまずいて泣いている。広い神殿の内部は暗く、大きな洞窟のような闇が彼女を取り囲む中で、一条の光が彼女を照らしている。背後には巨大な柱と黄金の祭壇が迫り、暗闇にそびえ立つそれらは下に集まった人々を小さく見せている。絵画はまさに律法学者やパリサイ人が姦淫の罪を犯した女を石打ちにすべきかキリストに尋ねる場面を描いている。イエスは茶色のローブをまとっており、長い髪と顎髭を持つ姿は広く認識されているキリストのイメージである。イエスは落ち着いて動かず、その視線は女性に注がれている。ひざまずいた女性が身にまとっているのは白のシフトドレス（下着）のみであり、彼女の罪が明かなようにローブをまとうことさえ許されていない。彼女は頭を下げ、ドレスの袖で涙をぬぐい、背後に立つ兵士は彼女のヴェールを掴んでいる。キリストの言葉を待つ男たちの一団には緊張が漂い、男の1人は群衆を静めるために唇の前に人差し指を立てている。それはまるで、女性だけでなくキリストをも非難するかのようである。背景の祭壇では、印象的な蝋燭の光のもとで多くの人々が古代の儀式に従っている。
本作品はキリストが地面に文字を書いたという物語の細部を重視するニコラ・プッサンやあるいはピーテル・ブリューゲルの作例とは大きく異なっている。キリストを前景の群衆の中でひときわ背の高い男性として描き、対して女性を取り巻く律法学者やパリサイ人らを一段低い場所に描くことで、キリストの道徳的優位性を強調している。人物を小さく描くことで背景に比重を置くとともに、姦淫の女を中心とした前景部分に画面右から光を当てて鮮明に描くことで、不鮮明な背景の祭壇部分とのコントラストを強めている。
レンブラントは絵画のために『聖書』およびフラウィウス・ヨセフスの神殿の記述を研究したと考えられているほか、アムステルダムのセファルディム・シナゴーグの影響を受けた可能性が指摘されている。
絵画はナショナル・ギャラリーによって科学的調査が行われている。顔料はレンブラントの絵画に特徴的な黄土色、ヴァーミリオン、赤いレーキ顔料、鉛白、鉛錫黄、アズライト、骨炭などの限られた数の顔料が使用されている。
本作品のパネルに使用されている木材は、他のレンブラントの絵画、ベルリン絵画館の『洗礼者ヨハネの説教』（Saint John the Baptist preaching）、ティッセン＝ボルネミッサ美術館の『ベレー帽と2本の金色の鎖を身に着けた自画像』（Self portrait wearing a beret and two golden chains）、メトロポリタン美術館の 『ヘルマン・ドーマーの肖像』（Portrait of Herman Doomer）、ボイマンス・ヴァン・ベーニンゲン美術館の 『アレタ・アドリアンスドルの肖像』（Portrait of Aletta Adriaensdr）のパネルに使用されている木材と同じ木から制作されたことが判明している。

## 来歴
絵画の所有者として知られている最初の人物はアムステルダムのウィレム・シックス（Willem Six）である。1803年に彼は同じくアムステルダムのコクレール（Coclers）に絵画を売却した。その後、絵画は1807年6月13日の競売で、ベルギー出身の画家であり、美術商、美術コレクターのピエール＝ジョセフ・ラフォンテーヌに売却され、その翌日にアンガースタインはラフォンテーヌから絵画を購入したという。ナショナル・ギャラリーが絵画を購入したのはアンガースタインの死後の1824年のことである。